# 丹参

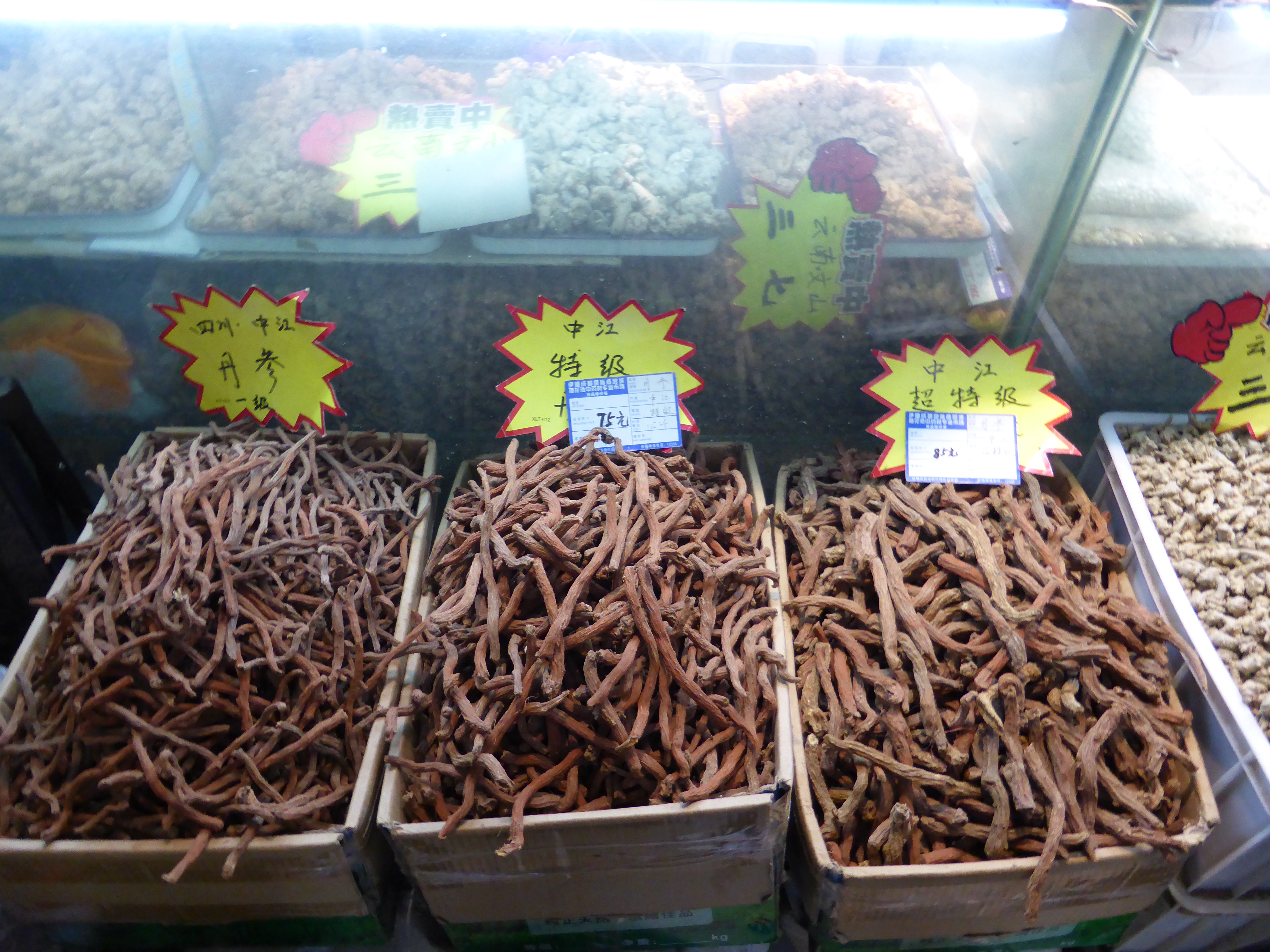
生薬　丹参

丹参（たんじん、Salvia miltiorrhiza）は、シソ科アキギリ属の植物、およびその根を精製した生薬名である。

## 名称について
丹は朱色を意味し、参は薬用ニンジンのように膨大した根を意味する。党参、南沙参（以上キキョウ科）、北沙参（セリ科）、太子参（ナデシコ科）、苦参（マメ科）など、中国由来の生薬で、使用部位を根とするものに“参”の文字がしばしば使われる。植物分類上、ウコギ科の薬用ニンジンや、野菜のニンジン（セリ科）とは、全く関係がなく、草花として親しまれているサルビアや、キッチンハーブのセージと同じシソ科アキギリ属の植物である。

## 植物
中国に分布する耐寒性の宿根草で、 草丈は30～80cmくらいになる。茎は角張っていて、葉は対生し単羽状複葉で、小葉は卵形で3~7個、有毛、鋸歯がある。花は初夏から秋にかけて咲き、2cmほどの藍色の唇形花が数輪から十数輪総状花序を作る。

## 生薬
中国原産であるため、中国で一番古い生薬の書物である『神農本草経』にも掲載されているが、日本で主に行われている古方派の漢方では、あまり用いられていない。時代が下るに従いよく用いられる傾向があり、血の道と呼ばれていた月経不順や肝臓病、胸痛・腹痛などに用いられる。また、心筋梗塞、狭心症の特効薬として中国で近年よく用いられる「冠心II号」の主薬として用いられている。日本では2012年に公示された第17改正日本薬局方に収載となった。

## 薬理作用
丹参には次の薬理作用があることが確認されている。
血管拡張、血流増加、血圧降下、抗血栓、血液粘度低下、動脈硬化の予防・改善、抗酸化、鎮痛、抗炎症、抗菌、精神安定